# Jonas Rickaert
Jonas Rickaert (Vive-Saint-Éloi, 7 de febrero de 1994) es un ciclista profesional belga que compite con el equipo Alpecin-Deceuninck.
Fue protagonista de la fuga en la novena etapa del Tour de Francia 2025; junto a su compañero Mathieu van der Poel, se escaparon de salida y estuvieron cerca de llegar a meta. Al final de la jornada fue reconocido con el premio de la combatividad, subiendo así al podio del Tour de Francia.

## Palmarés

### Ruta
2017
- Gran Premio Marcel Kint[2]

2020
- Dwars door het Hageland[3]

### Pista
2013
- Campeonato de Bélgica en persecución por equipos (con Tiesj Benoot, Aimé De Gendt y Otto Vergaerde)

2014
- Campeonato de Bélgica en persecución

## Resultados en Grandes Vueltas
| Carrera | Carrera         | 2014 | 2015 | 2016 | 2017 | 2018 | 2019 | 2020 | 2021 | 2022 | 2023  | 2024  | 2025 |
| ------- | --------------- | ---- | ---- | ---- | ---- | ---- | ---- | ---- | ---- | ---- | ----- | ----- | ---- |
|         | Giro de Italia  | —    | —    | —    | —    | —    | —    | —    | —    | —    | —     | —     | —    |
|         | Tour de Francia | —    | —    | —    | —    | —    | —    | —    | 95.º | —    | 114.º | F. c. | 98.º |
|         | Vuelta a España | —    | —    | —    | —    | —    | —    | —    | —    | —    | —     | —     | —    |

—: no participa
Ab.: abandono
F. c.: fuera de control

## Equipos
- Vlaanderen-Baloise (2014-2018)
  - Topsport Vlaanderen-Baloise (2014-2016)
  - Sport Vlaanderen-Baloise (2017-2018)
- Corendon/Alpecin[5] (2019-)
  - Corendon-Circus (2019)
  - Alpecin-Fenix (2020-2022)[6]
  - Alpecin-Deceuninck (2022[7]-)